# Baltazar Hostounský
Baltazar Hostounský (ur. 1534 w Horšovským Týnie, zm. 7 czerwca 1600 w Chomutovie) – czeski jezuita, wiceprowincjał, współtwórca kolegium jezuickiego w Braniewie oraz kolegium wileńskiego.

## Życiorys

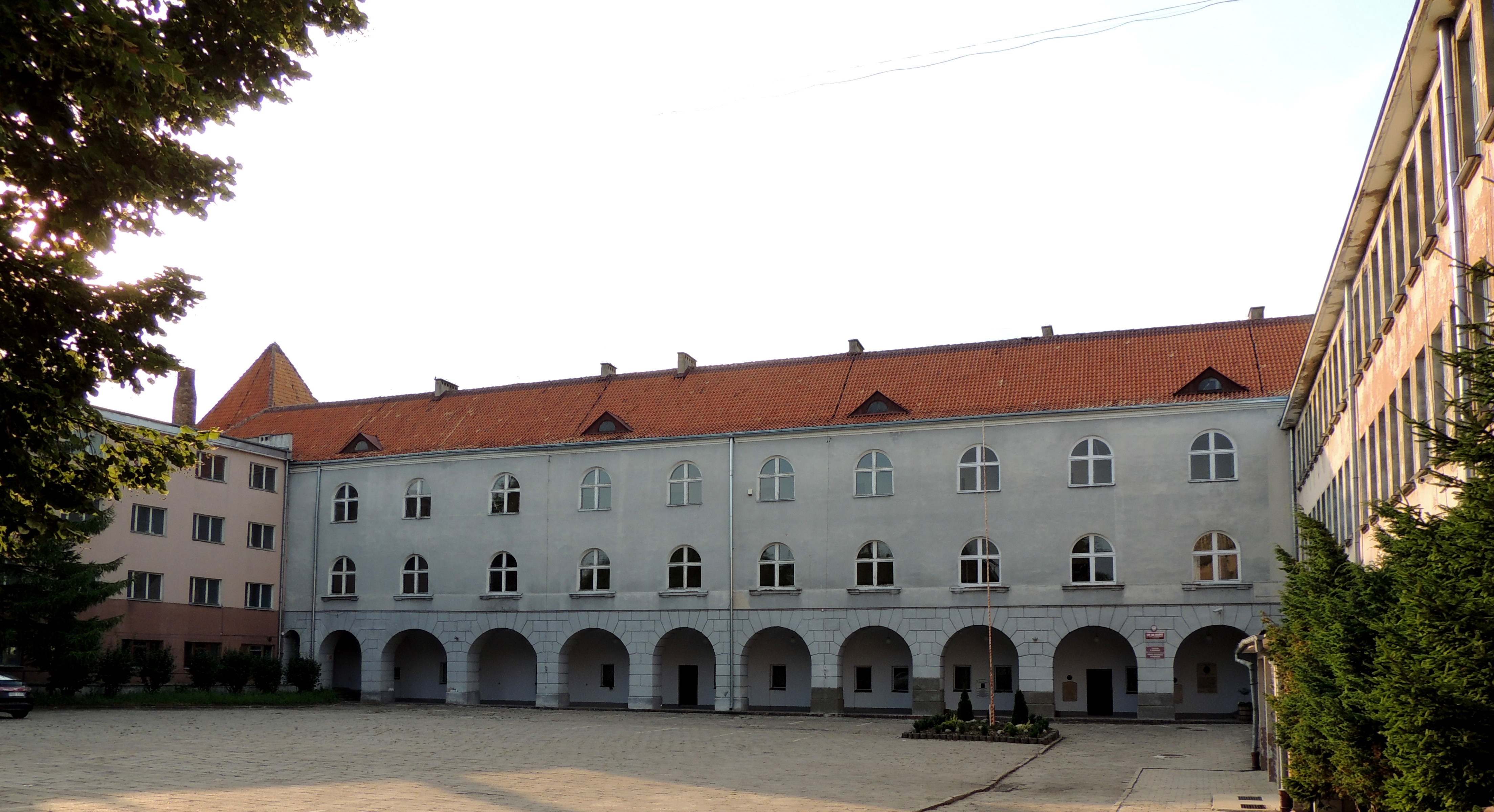
Kolegium jezuitów w Braniewie, którego współtwórcą był o. Hostounský

Studia filozoficzo-teologiczne ukończył w Collegium Romanum w Rzymie. Do Polski przybył w 1563 wraz z nuncjuszem Commendone, ażeby przygotować grunt pod sprowadzenie jezuitów.
W 1565 został wiceprowincjałem w Polsce z zadaniem czuwania nad nowo tworzonym kolegium jezuitów w Braniewie. Był zdania, że system nauczania jezuitów należy dostosowac do tradycji szkoły polskiej, m.in. przez wprowadzenie do programu nauczania matematyki, a zwłaszcza dialektyki. W lutym 1566 przybył do Braniewa i stanął na czele gimnazjum braniewskiego, w którym nauczał matematyki, greki i dialektyki.
W lipcu 1569 rozpoczął organizację kolejnego kolegium w Wilnie, w którym następnie wykładał teologię polemiczną i prowadził dysputy z innowiercami. Od 1572 przebywał na terytorium Czech. Pozostawił po sobie tłumaczenia dzieł między innymi św. Augustyna, Tomasza à Kempis, Possevina i biskupa Hozjusza na język czeski.